# Chris Pollock
Chris Pollock (ur. 9 listopada 1972 w Hawera) – nowozelandzki międzynarodowy sędzia rugby union. Sędziował w National Provincial Championship, Super Rugby, a także w rozgrywkach reprezentacyjnych.

## Życiorys
Uczęszczał do New Plymouth Boys' High School, a następnie studiował na University of Otago. Reprezentował region Taranaki w zespole U-18, grał następnie amatorsko w lokalnych klubach na pozycji łącznika młyna. Gdy w 1997 roku odbywał rehabilitację po skręconej podczas jednego z meczów kostce w zastępstwie nieobecnego arbitra poprowadził mecz szkolnego zespołu. Zachęcony dobrymi opiniami rok później zaprzestał grania i skupił się na sędziowaniu. Rozpoczynał od zawodów szkolnych i juniorskich, a poprzez lokalne seniorskie rozgrywki klubowe doszedł do poziomu regionalnego w roku 2000. Rok później znalazł się w krajowym panelu arbitrów sędziując w niższych dywizjach National Provincial Championship, a w Dywizji 1 zadebiutował w 2004 roku. Prowadził dwa finały tych rozgrywek – w 2007 i 2013 – a w 2005 także decydujący mecz Dywizji 3. W Super 14 po raz pierwszy sędziował zaś w roku 2006.
Był arbitrem Hong Kong Sevens 2003 wchodzącego w skład IRB Sevens World Series, jego pierwszym testmeczem był zaś pojedynek Niue–Tahiti w kwalifikacjach do Pucharu Świata 2007. Doświadczenie zbierał sędziując mistrzowskie zawody juniorskie: U-19 w 2005, U-21 w 2006 wraz z finałem oraz U-20 w latach 2008 i 2009, a także w seniorskich rozgrywkach Pucharu Narodów Pacyfiku 2007 i 2015 oraz Churchill Cup 2007 i 2010.
Pracował jako nauczyciel w New Plymouth Boys' High School i Hastings Boys' High School. W 2005 roku otrzymał roczny kontrakt od New Zealand Rugby Union, zaś rok później został zawodowym arbitrem. Po zakończeniu kariery sędziowskiej planował powrót do pracy nauczyciela poszerzając swoje kwalifikacje i pełniąc zastępstwa. W 2006 roku został członkiem panelu sędziów liniowych IRB, a w 2010 roku awansował w nim do grupy sędziów głównych.
W panelu arbitrów na Puchar Trzech Narodów znajdował się od roku 2008, pierwszy mecz poprowadził zaś w edycji 2011. Z kolei do sędziowania Pucharu Sześciu Narodów został po raz pierwszy wyznaczony w 2012. Był również sędzią liniowym podczas Pucharu Świata w 2011 oraz został nominowany do sędziowania Pucharu Świata 2015. Znajdował się także w trójce sędziowskiej testmeczów podczas tournée British and Irish Lions 2013, a styl, w którym poprowadził pierwszy z nich, wzbudził falę krytyki.
W 2013 roku jako pierwszy arbiter nosił kamerę w rozgrywkach Super Rugby, w tym samym roku został też wybrany najlepszym nowozelandzkim arbitrem.